# Zwolsche Boys in het seizoen 1960/61
Het seizoen 1960/1961 was het 44e jaar in het bestaan van de Zwolse betaaldvoetbalclub Zwolsche Boys. De club kwam uit in de Tweede divisie en eindigde daarin op de 13e plaats. Ook werd deelgenomen aan het toernooi om de KNVB beker, hierin werd de club in de groepsfase uitgeschakeld.

## Wedstrijdstatistieken

### Tweede divisie
| 1e speelronde                                                               | Zeist                                                                              | 2 – 1 (1 – 1) | Zwolsche Boys                                            |
| 21 augustus 1960 Plaats: Zeist De Koeburg Toeschouwers: 2.500               | Arie Schouten 38' Piet de Jong 86'                                                 |               | 37' Tjeerd Henstra                                       |
| 2e speelronde                                                               | Zwolsche Boys                                                                      | 2 – 1 (1 – 0) | PEC                                                      |
| 28 augustus 1960 Plaats: Zwolle Gemeentelijk Sportpark Toeschouwers: 4.500  | Henk Schols 8' Tjeerd Henstra 75' (pen.)                                           |               | 70' Harm van Dalfsen                                     |
| 3e speelronde                                                               | Roda Sport                                                                         | 3 – 1 (1 – 1) | Zwolsche Boys                                            |
| 4 september 1960 Plaats: Kerkrade Jonkerbergstraat Toeschouwers: 1.500      | Hens Fischer 17' Olieschlagers 63' Rik Aspers 90'                                  |               | 4' Rein van Veen                                         |
| 4e speelronde                                                               | Zwolsche Boys                                                                      | 0 – 2 (0 – 2) | De Graafschap                                            |
| 11 september 1960 Plaats: Zwolle Gemeentelijk Sportpark Toeschouwers: 2.000 |                                                                                    |               | 1' Jansen 18' Hennie Oonk                                |
| 5e speelronde                                                               | Baronie                                                                            | 2 – 1 (2 – 0) | Zwolsche Boys                                            |
| 25 september 1960 Plaats: Breda De Blauwe Kei Toeschouwers: 4.500           | Kees Groeneveld 27' Ad Kop 40'                                                     |               | 83' Wim Bisschop                                         |
| 6e speelronde                                                               | Zwolsche Boys                                                                      | 3 – 0 (2 – 0) | Wilhelmina                                               |
| 9 oktober 1960 Plaats: Zwolle Gemeentelijk Sportpark Toeschouwers: 2.500    | Henk Schols 6' Wim Bisschop 17' Tjeerd Henstra 69'                                 |               |                                                          |
| 7e speelronde                                                               | De Valk                                                                            | 1 – 1 (0 – 1) | Zwolsche Boys                                            |
| 16 oktober 1960 Plaats: Valkenswaard Leenderweg Toeschouwers: 1.500         | Jan Seuntjens 63'                                                                  |               | 30' Henk Schols                                          |
| 8e speelronde                                                               | Zwolsche Boys                                                                      | 0 – 0         | N.E.C.                                                   |
| 23 oktober 1960 Plaats: Zwolle Gemeentelijk Sportpark Toeschouwers: 4.000   |                                                                                    |               |                                                          |
| 9e speelronde                                                               | Zwolsche Boys                                                                      | 1 – 3 (1 – 1) | Tubantia                                                 |
| 13 november 1960 Plaats: Zwolle Gemeentelijk Sportpark Toeschouwers: 4.000  | Wim Bisschop 15'                                                                   |               | 34' (e.d.) Joop Knol 72' Jan Ruinemans 90' Ton Dekker    |
| 10e speelronde                                                              | Zwolsche Boys                                                                      | 4 – 4 (3 – 1) | Hilversum                                                |
| 20 november 1960 Plaats: Zwolle Gemeentelijk Sportpark Toeschouwers: 3.000  | Herman Lafaille 1' Jan de Vries 3' Gerard Hogenbirk –' (e.d.) Tinus van Kampen 48' |               | 8' Flip Krant 52', 84' Evert Pluim 63' Hans Akkerman     |
| 11e speelronde                                                              | Rigtersbleek                                                                       | 0 – 0         | Zwolsche Boys                                            |
| 27 november 1960 Plaats: Enschede Heekstraat Toeschouwers: 500              |                                                                                    |               |                                                          |
| 12e speelronde                                                              | Zwolsche Boys                                                                      | 2 – 4 (1 – 2) | Haarlem                                                  |
| 11 december 1960 Plaats: Zwolle Gemeentelijk Sportpark Toeschouwers: 3.000  | Wim Bisschop 15' Tinus van Kampen 55'                                              |               | 26', 64' Nico Jonker 31' Aad Goedhart 84' Veen           |
| 13e speelronde                                                              | LONGA                                                                              | 4 – 1 (2 – 1) | Zwolsche Boys                                            |
| 18 december 1960 Plaats: Tilburg Aan de Spoorbrug Toeschouwers: 800         | Henk van Erp 20' Blume 41' Louis de Zwart 66' Leo Villevoye 75'                    |               | 28' Tinus van Kampen                                     |
| 14e speelronde                                                              | Zwolsche Boys                                                                      | 1 – 1 (1 – 1) | UVS                                                      |
| 26 december 1960 Plaats: Zwolle Gemeentelijk Sportpark Toeschouwers: 1.800  | Ger Schuurman 22'                                                                  |               | 39' Jan Nijman                                           |
| 15e speelronde                                                              | Oldenzaal                                                                          | 2 – 0 (0 – 0) | Zwolsche Boys                                            |
| 1 januari 1961 Plaats: Oldenzaal Het Heuveltje Toeschouwers: 2.500          | Herman Schouwink 57' Henk Kalsbeek 83'                                             |               |                                                          |
| 16e speelronde                                                              | Zwartemeer                                                                         | 2 – 2 (2 – 1) | Zwolsche Boys                                            |
| 8 januari 1961 Plaats: Klazienaveen Mr. Ovingstraat Toeschouwers: 2.000     | Hans Kalter 6' Jan Smit 16'                                                        |               | 23' (e.d.) Jan Soelman 49' Wim Bisschop                  |
| 17e speelronde                                                              | Zwolsche Boys                                                                      | 1 – 1 (1 – 0) | Zeist                                                    |
| 15 januari 1961 Plaats: Zwolle Gemeentelijk Sportpark Toeschouwers: 2.500   | Herman Lafaille 5'                                                                 |               | 73' Arie Schouten                                        |
| 18e speelronde                                                              | PEC                                                                                | 0 – 1 (0 – 0) | Zwolsche Boys                                            |
| 5 februari 1961 Plaats: Zwolle De Vrolijkheid Toeschouwers: 5.000           |                                                                                    |               | 80' Rein van Veen                                        |
| 19e speelronde                                                              | Zwolsche Boys                                                                      | 1 – 0 (1 – 0) | Roda Sport                                               |
| 19 februari 1961 Plaats: Zwolle Gemeentelijk Sportpark                      | Wim Bisschop                                                                       |               |                                                          |
| 20e speelronde                                                              | De Graafschap                                                                      | 0 – 0         | Zwolsche Boys                                            |
| 26 februari 1961 Plaats: Doetinchem De Vijverberg Toeschouwers: 4.000       |                                                                                    |               |                                                          |
| 21e speelronde                                                              | Zwolsche Boys                                                                      | 0 – 2 (0 – 1) | Baronie                                                  |
| 5 maart 1961 Plaats: Zwolle Gemeentelijk Sportpark Toeschouwers: 4.500      |                                                                                    |               | 17', 78' Frans Remie                                     |
| 22e speelronde                                                              | Wilhelmina                                                                         | 1 – 0 (1 – 0) | Zwolsche Boys                                            |
| 12 maart 1961 Plaats: 's-Hertogenbosch De Wolfsdonken Toeschouwers: 4.500   | Frans van den Hoogen 17'                                                           |               |                                                          |
| 23e speelronde                                                              | Zwolsche Boys                                                                      | 1 – 1 (0 – 0) | De Valk                                                  |
| 19 maart 1961 Plaats: Zwolle Gemeentelijk Sportpark Toeschouwers: 2.500     | Wim Bisschop 87'                                                                   |               | 53' Van der Vorst                                        |
| 24e speelronde                                                              | N.E.C.                                                                             | 0 – 1 (0 – 1) | Zwolsche Boys                                            |
| 26 maart 1961 Plaats: Nijmegen Goffertstadion Toeschouwers: 5.000           |                                                                                    |               | 43' Tjeerd Henstra                                       |
| 25e speelronde                                                              | Zwolsche Boys                                                                      | 2 – 0 (1 – 0) | Velox                                                    |
| 1 april 1961 Plaats: Zwolle Gemeentelijk Sportpark Toeschouwers: 2.000      | Wim Bisschop 6' Freek Schutten 82' (pen.)                                          |               |                                                          |
| 26e speelronde                                                              | Velox                                                                              | 0 – 0         | Zwolsche Boys                                            |
| 3 april 1961 Plaats: Utrecht Koningsweg Toeschouwers: 1.500                 |                                                                                    |               |                                                          |
| 27e speelronde                                                              | Zwolsche Boys                                                                      | 3 – 0 (2 – 0) | Oldenzaal                                                |
| 9 april 1961 Plaats: Zwolle Gemeentelijk Sportpark Toeschouwers: 2.500      | Wim Bisschop 4' Jan de Vries 30' Tjeerd Henstra 77'                                |               |                                                          |
| 28e speelronde                                                              | Tubantia                                                                           | 0 – 1 (0 – 0) | Zwolsche Boys                                            |
| 16 april 1961 Plaats: Hengelo Veldwijk Toeschouwers: 2.000                  |                                                                                    |               | 84' Tinus van Kampen                                     |
| 29e speelronde                                                              | Hilversum                                                                          | 3 – 0 (2 – 0) | Zwolsche Boys                                            |
| 23 april 1961 Plaats: Hilversum Gemeentelijk Sportpark Toeschouwers: 4.000  | Evert-Jan Vonk 38' Evert Pluim 45' Gerard Hogenbirk 88'                            |               |                                                          |
| 30e speelronde                                                              | Zwolsche Boys                                                                      | 0 – 4 (0 – 1) | Rigtersbleek                                             |
| 7 mei 1961 Plaats: Zwolle Gemeentelijk Sportpark Toeschouwers: 2.500        |                                                                                    |               | 9', 58', 86' Jan Olde Riekerink 68' Frans Olde Riekerink |
| 31e speelronde                                                              | UVS                                                                                | 0 – 0         | Zwolsche Boys                                            |
| 11 mei 1961 Plaats: Leiden Kikkerpolder                                     |                                                                                    |               |                                                          |
| 32e speelronde                                                              | Zwolsche Boys                                                                      | 0 – 0         | LONGA                                                    |
| 14 mei 1961 Plaats: Zwolle Gemeentelijk Sportpark Toeschouwers: 1.500       |                                                                                    |               |                                                          |
| 33e speelronde                                                              | Zwolsche Boys                                                                      | 1 – 2 (1 – 0) | Zwartemeer                                               |
| 4 juni 1961 Plaats: Zwolle Gemeentelijk Sportpark Toeschouwers: 1.500       | Rein van Veen 39'                                                                  |               | 60' Gerard Lippold 80' Tonny Roosken                     |
| 34e speelronde                                                              | Haarlem                                                                            | 3 – 0 (0 – 0) | Zwolsche Boys                                            |
| 11 juni 1961 Plaats: Haarlem Jan Gijzenkade Toeschouwers: 5.500             | Jaap Dorenbos 62' Otto Berendregt 75' (pen.) Veen 89' (pen.)                       |               |                                                          |

### KNVB beker
| Groepsfase                                             | PEC                                                                             | 4 – 0 (3 – 0) | Zwolsche Boys                                           |
| 14 augustus 1960 Plaats: Zwolle De Vrolijkheid         | Leo Koopman 19', 20', 36' Rinus Nijhoving 87'                                   |               |                                                         |
| Groepsfase                                             | Zwolsche Boys                                                                   | 2 – 3 (1 – 2) | Leeuwarden                                              |
| 17 augustus 1960 Plaats: Zwolle Gemeentelijk Sportpark | Henk Schols 39', 87'                                                            |               | 4', 74' Hans Verhagen 11' Joop Pragt                    |
| Groepsfase                                             | Go Ahead                                                                        | 5 – 3 (2 – 2) | Zwolsche Boys                                           |
| 30 oktober 1960 Plaats: Deventer Vetkampstraat         | Joop Butter 8' Jan Scherpenhuizen 20' Henk van Brussel 60' Rien Ensing 70', 76' |               | 21' Jan de Vries 30' Henk Overmars 75' Tinus van Kampen |
| Groepsfase                                             | Zwolsche Boys                                                                   | 2 – 2 (2 – 1) | Heerenveen                                              |
| 12 februari 1961 Plaats: Zwolle Gemeentelijk Sportpark | Tinus van Kampen 8' Freek Schutten 45'                                          |               | 18' Henk Hainje 85' Henk Weide                          |

## Statistieken Zwolsche Boys 1960/1961

### Eindstand Zwolsche Boys in de Nederlandse Tweede divisie 1960 / 1961
| Stand | Gespeeld | Gewonnen | Gelijk | Verloren | Punten | Doelpunten voor | Doelpunten tegen |
| ----- | -------- | -------- | ------ | -------- | ------ | --------------- | ---------------- |
| 13e   | 34       | 8        | 12     | 14       | 28     | 32              | 48               |

### Topscorers
| #                | Naam                         | Goal |
| ---------------- | ---------------------------- | ---- |
| 1.               | Wim Bisschop                 | 9    |
| 2.               | Tjeerd Henstra               | 5    |
| 3.               | Tinus van Kampen             | 4    |
| 4.               | Henk Schols                  | 3    |
| 4.               | Rein van Veen                | 3    |
| 5.               | Herman Lafaille              | 2    |
| 5.               | Jan de Vries                 | 2    |
| 6.               | Freek Schutten               | 1    |
| 6.               | Ger Schuurman                | 1    |
| Eigen doelpunten |                              |      |
| –                | Gerard Hogenbirk (Hilversum) | 1    |
| –                | Jan Soelman (Zwartemeer)     | 1    |
| Totaal           | Totaal                       | 32   |

| #      | Naam             | Goal |
| ------ | ---------------- | ---- |
| 1.     | Tinus van Kampen | 2    |
| 1.     | Henk Schols      | 2    |
| 3.     | Henk Overmars    | 1    |
| 3.     | Freek Schutten   | 1    |
| 3.     | Jan de Vries     | 1    |
| Totaal | Totaal           | 7    |

### Punten per tegenstander
|       | Baronie | De Graafschap | Haarlem | Hilversum | LONGA | N.E.C. | Oldenzaal | PEC | Rigtersbleek | Roda Sport | Tubantia | UVS | De Valk | Velox | Wilhelmina | Zeist | Zwartemeer |
| ----- | ------- | ------------- | ------- | --------- | ----- | ------ | --------- | --- | ------------ | ---------- | -------- | --- | ------- | ----- | ---------- | ----- | ---------- |
| Thuis | 0       | 0             | 0       | 1         | 1     | 1      | 2         | 2   | 0            | 2          | 0        | 1   | 1       | 2     | 2          | 1     | 0          |
| Uit   | 0       | 1             | 0       | 0         | 0     | 2      | 0         | 2   | 1            | 0          | 2        | 1   | 1       | 1     | 0          | 0     | 1          |

### Doelpunten per tegenstander
|       | Baronie | De Graafschap | Haarlem | Hilversum | LONGA | N.E.C. | Oldenzaal | PEC | Rigtersbleek | Roda Sport | Tubantia | UVS | De Valk | Velox | Wilhelmina | Zeist | Zwartemeer | Totaal |
| ----- | ------- | ------------- | ------- | --------- | ----- | ------ | --------- | --- | ------------ | ---------- | -------- | --- | ------- | ----- | ---------- | ----- | ---------- | ------ |
| Thuis | 0       | 0             | 2       | 4         | 0     | 0      | 3         | 2   | 0            | 1          | 1        | 1   | 1       | 2     | 3          | 1     | 1          | 22     |
| Uit   | 1       | 0             | 0       | 0         | 1     | 1      | 0         | 1   | 0            | 1          | 1        | 0   | 1       | 0     | 0          | 1     | 2          | 10     |
|       |         |               |         |           |       |        |           |     |              |            |          |     |         |       |            |       |            | 32     |

## Voetnoten
Baronie · De Graafschap · Haarlem · Hilversum · LONGA · N.E.C. · Oldenzaal · PEC · Rigtersbleek · Roda Sport · Tubantia · UVS · De Valk · Velox · Wilhelmina · Zeist · Zwartemeer · Zwolsche Boys